# 田中晶子 (声優)
田中 晶子（たなか あきこ、1981年3月7日 - ）は、日本の女性声優。PACage所属。兵庫県出身。

## 人物
特技は手品、イラスト。
2025年3月24日、オフィスPACが法人解散するにあたり所属メンバーでPACageを設立し移籍した。

## 出演

### テレビアニメ
2007年
- かみちゃまかりん（ミッチリアン4）
- しましまとらのしまじろう
- しゅごキャラ!（とりまき、二階堂母、空海〈幼少時代〉、イクトの母、雪ママ、翔太の母親、修司のしゅごキャラ、ガク、都の叔母、ショウ、チャッピー 他）
- ひとひら（川崎響）

2008年
- 機動戦士ガンダム00 セカンドシーズン（ホリー・スミルノフ、報道官、ティエリア・アーデ〈女裝時〉）
- シゴフミ（後輩）
- しゅごキャラ!!どきっ（とりまき、キャッツイヤー、幼い空海 他）
- TYTANIA -タイタニア-（カトリーヌ、民衆、女B、少年従者）
- とらドラ!（女子A）
- 二十面相の娘（空根〈少年時代〉）
- はっけん たいけん だいすき!しまじろう（プック）

2009年
- 青い花（幼い康、部員A）
- 明日のよいち!（女友達A）
- グイン・サーガ（パロの人々、ラク族母親、セム族の子供、パロ市民）
- 黒神 The Animation（店員）
- しゅごキャラ!!!どっきどき（女の子、少年1、男子2）
- とある科学の超電磁砲（子供、少年、看護士）

2010年
- 裏切りは僕の名前を知っている（幼い夕月、少年夕月、職員B、少女の母）
- セキレイ〜Pure Engagement〜（胡蝶）
- RAINBOW-二舎六房の七人-（聴衆、オバサンB）
- れでぃ×ばと!（幼少時代の秋晴、女生徒）

2015年
- サザエさん

2018年
- イナズマイレブン アレスの天秤 / オリオンの刻印（2018年 - 2019年、稲森百合子〈明日人の母〉） - 2シリーズ
- レイトン ミステリー探偵社 〜カトリーのナゾトキファイル〜（2018年 - 2019年、スコーラ・ガルフレッツアー、ケラーケニック星人）

2020年
- 啄木鳥探偵處（お滝）

### 劇場アニメ
- ブレイブ ストーリー（2006年）

### OVA
- シゴフミ（2008年、友達）
- テイルズ オブ シンフォニア THE ANIMATION テセアラ編（2010年、ゼロス・ワイルダー〈少年時代〉）

### Webアニメ
- 無限の住人-IMMORTAL-（2019年 - 2020年、葉矢）

### ゲーム
- Halo:Reach（2010年、ノーブルシックス〈女〉）
- Until Dawn -惨劇の山荘-（2015年、エミリー[7]）
- レイトン ミステリージャーニー  カトリーエイルと大富豪の陰謀（2017年、スコーラ・ガルフレッツァー）

### ドラマCD
- 執事様のお気に入り3（女子生徒達）

### ラジオドラマ
- VOMIC 悪魔で候（春川恭子）

### オーディオブック
- デルトラ・クエスト 1 - 4
- 青天の霹靂（花村千代）

### 吹き替え

#### 映画
- アクアノイド
- アフターショック（カイリー）
- インクレディブル・ハルク (ニュースキャスター)
- イントゥ・ザ・ブルー2（キミー）
- エージェント・ゾーハン
- エアーリフト
- X-ミッション（サムサラ（テリーサ・パーマー））
- エディ・マーフィの劇的1週間（ローリー・ストロザー〈ヴァネッサ・ウィリアムス〉）
- エンダーのゲーム（女性放送1）
- 王妃マリー・アントワネット
- ガーディアンズ・オブ・ギャラクシー:VOLUME 3[8]
- 心のカルテ（エレン / イーライ〈リリー・コリンズ〉）
- コモドVSキングコブラ
- ザ・スピリット（ヤング・サンド〈セイチェル・ガブリエル〉）
- スター・ウォーズ/スカイウォーカーの夜明け（ルミナーラ・アンドゥリ）
- ストレンジャー・コール（ティファニー・マディソン〈ケイティ・キャシディ〉）
- ストンプ!（キーシャ）
- 第9地区（タニア〈ヴァネッサ・ヘイウッド〉）
- 007 スカイフォール（ヴァネッサ）
- チャーリー・ジェイド
- デイ・アフター 首都水没
- デス・ライブ（ジェイミー〈ベラ・ソーン〉）※配信版のみ
- デッド・インパクト 処刑捜査（ジュリー・マリガン）
- バビロンA.D.
- プリティ・ライフ2 ヘイリー・ダフの学園天国（ゾーイ〈マデリーン・ジーマ〉）
- プロジェクト・アルマナック（ジェシー・ピアス〈ソフィア・ブラック＝デリア〉）
- ホテル・バディーズ ワンちゃん救出大作戦
- Mr.ブルックス 完璧なる殺人鬼
- ライラにお手あげ（ライラ〈マリン・アッカーマン〉）
- 私の頭の中の消しゴム

#### ドラマ
- アグリー・ベティ3（モリー）
- 倚天屠龍記（趙敏）
- Lの世界（カルメン）
- カシミアマフィア
- 救命医ハンク2 セレブ診療ファイル（ペイジ・コリンズ）
- クリミナル・マインド FBI行動分析課
  - シーズン2 #2
  - シーズン3（ケイティ） #1、13
  - シーズン4 #8（ケイリー）、#16（ミーガン）
- コールドケース2
- コールドケース5 #1
- コールドケース6 #5（ノラ・リー）
- コールドケース7 ザ・ファイナル #9（アリッサ）
- CSI:ニューヨーク3 #4, #17
- CSI:ニューヨーク4（ケンドール）
- CSI:ニューヨーク7 #4（ヘイゼル・オルテガ）
- 新入社員
- 蒼穹の昴（晴雪）
- ハーパーズ・アイランド 惨劇の島（ケリー・シーヴァー）
- 4400 未知からの生還者2
- フラッシュフォワード（ジャニス・ホーク）
- 弁護士イーライのふしぎな日常（ブルック）
- BONES シーズン4 #7 （リタ・グラトン）
- BONES シーズン4 #18 （ナンシー）
- ミス・マープル2 シタフォードの謎
- 連理の枝

#### アニメ
- くもりときどきミートボール
- スター・ウォーズ/クローン・ウォーズ（テレビシリーズ）（ルミナーラ・アンドゥリ）
- チャウダー（イースト菌）

### 舞台
- 見よ、飛行機の高く飛べるを
- パパは誘拐犯

### 特撮
- ウルトラマンギンガ スパークドールズ劇場（双頭怪獣キングパンドン（SD）の声、海底原人ラゴン（SD）の声）
- 新ウルトラマン列伝（双頭怪獣キングパンドン（SD）の声、海底原人ラゴン（SD）の声）